# ورزشگاه عبدالکادر چابو
ورزشگاه عبدالکادر چابو (به عربی: ملعب عبد القادر شابو) یک ورزشگاه در الجزایر است که در عنابه واقع شده‌است.